# 植月千春
植月千春（日语：植月 千春/うえつき ちはる，1957年—），经名亚塞明（土耳其語：Yasemin），出生于冈山县津山市。高中就读于冈山操山高校，大学就读于京都市立艺术大学。卡农琴演奏家、钢琴家、歌唱家、穆斯林。
植月曾在健身房邂逅了一位土耳其人，她在2001年以此为契机，到访了一家位于青山的土耳其餐厅，并在彼处接触到了阿拉伯传统乐器卡农琴。
同年，她在涉谷的东京大清真寺皈依了伊斯兰教，并取经名为亚塞明。此后，她在土耳其师从卡农琴演奏家Tahir Aydogdu学习卡农琴的演奏技法。后又在突尼西亚师从突尼斯国立音乐学院的Jamel Abid教授学习阿拉伯音乐的木卡姆调式。
2003年5月，植月出于反对美国侵略伊拉克的立场到访了伊拉克，以了解这场战争的真相。2004年，她参与了将匿名博主Riverbend描述伊拉克战争情况的博客《燃烧的巴格达（英語：Baghdad Burning）》翻译成日语并出版的工作。

## 脚注
1. ↑  . 読売新聞.   [2009-09-13]. （原始内容存档于2007-10-26）.
2. ↑  .   [2021-06-15]. （原始内容存档于2015-10-14）.